# Sudetendeutsche Zeitung
Die Sudetendeutsche Zeitung erscheint seit 1951 wöchentlich (seit 1952 in München). Herausgeberin ist die Sudetendeutsche Verlagsgesellschaft mbH, deren alleinige Gesellschafterin die Sudetendeutsche Landsmannschaft ist. Die Redaktion befindet sich im Sudetendeutschen Haus.
Das 16- bis 20-seitige Blatt mit den Regionalausgaben Reichenberger Zeitung, Neudeker Heimatbrief, Heimatbote für den Kreis Tachau, Heimatbote für den Kreis Bischofteinitz und Heimatruf für die Kreise Bilin, Dux und Teplitz-Schönau informiert über die aktuelle Politik in der Tschechischen Republik, Deutschland und Europa, im Schirmland Bayern sowie über sudetendeutsche Heimatpolitik, Landes- und Volkskunde, Kultur, Brauchtum und die Verbandsarbeit der Landsmannschaft sowie der sudetendeutschen Gesinnungsgemeinschaften. Sie hat Korrespondenten in Berlin, der Patenstadt Regensburg, Prag, der früheren Landeshauptstadt Reichenberg, Gablonz, Friedland, und Teplitz-Schönau und gilt als einziges deutsches Fachblatt für die deutsch-tschechischen, sudetendeutsch-tschechischen und bayerisch-tschechischen Beziehungen.
Chefredakteur und zugleich Geschäftsführer der SVG ist der Journalist Torsten Fricke. Gleichberechtigte Chefredakteurin ist Nadira Hurnaus, die Tochter des 1996 verstorbenen ehemaligen Bundesministers Hans „Johnny“ Klein. Frühere Chefredakteure waren Ernst von Hanely, Georg Bendix, Gernot Wildt und Herbert Fischer.
Die Auflage betrug 1953 noch 46.000 Exemplare, 1960 waren es 25.000. Aktuelle Zahlen sind nicht bekannt.

## Ähnliche Zeitungen
- Die Sudetenpost erscheint seit 1955 in Österreich.